# Groß-Rosen

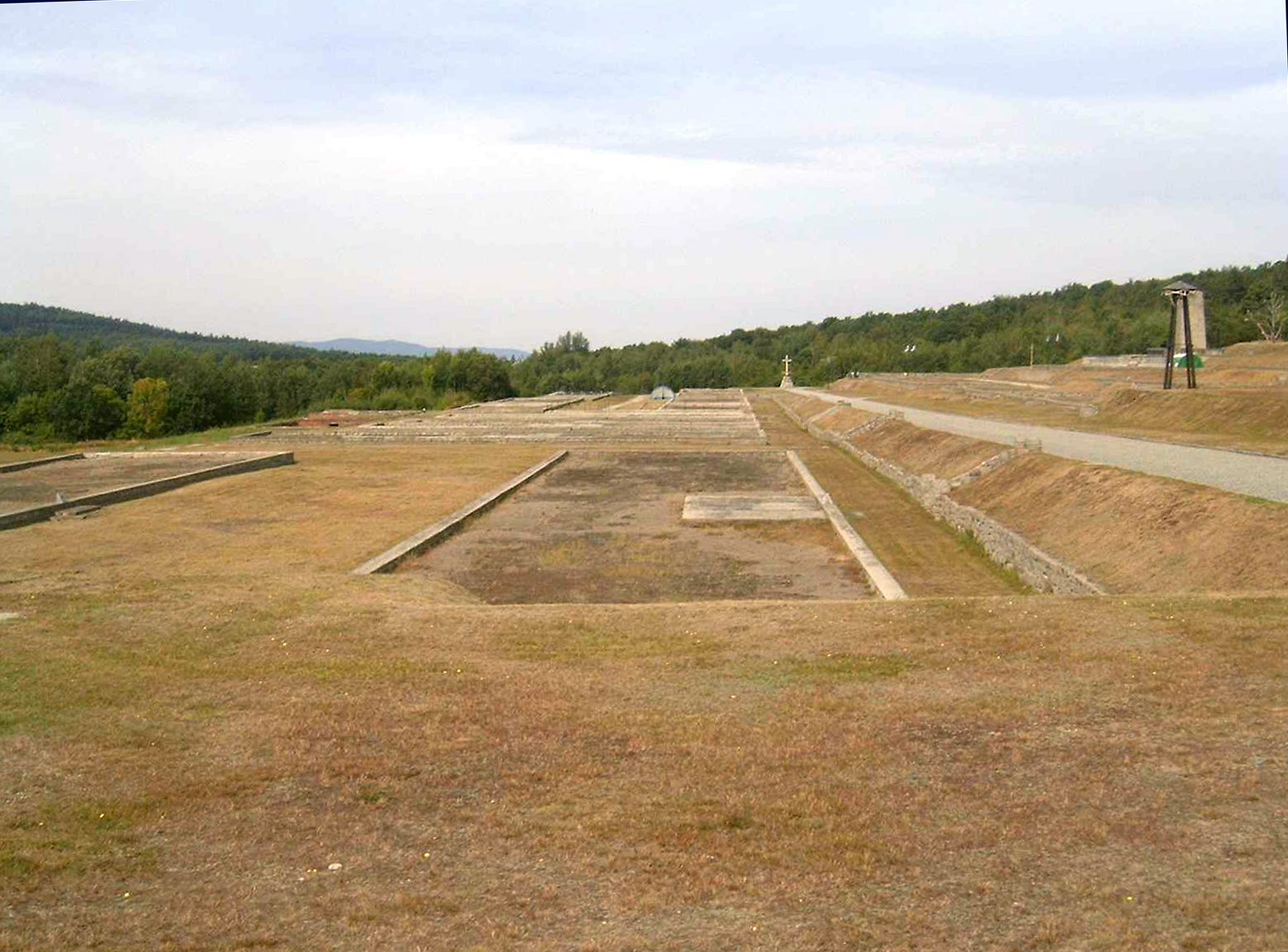
Tereny obozowe dzisiaj

Konzentrationslager Groß-Rosen (uproszczona pisownia: Gross-Rosen) – niemiecki nazistowski obóz koncentracyjny, istniejący w latach 1940–1945 na obszarze administracyjnym państwa niemieckiego (III Rzeszy), nieopodal obecnej wsi Rogoźnica (nazwa powojenna) w dzisiejszej Polsce, będący na czele ponad setki obozów pracy założonych na Śląsku, na terenie Czech i Niemiec.

## Historia obozu

### Stammlager
Groß-Rosen został założony latem 1940 roku na terenie jednego z majątków rodziny barona Albrechta von Richthofena. Pierwszy transport więźniów dotarł 2 sierpnia 1940, liczył sto osób, w tym 98 Polaków i 2 niemieckich kryminalistów. Do 1 maja 1941 obóz funkcjonował jako filia (AL GR) KL Sachsenhausen, następnie uzyskał status samodzielnego obozu koncentracyjnego (KL GR).
Komendantami obozu Groß-Rosen byli:
1. Arthur Rödl (1940–1942)
2. Wilhelm Gideon (1942–1943)
3. Johannes Hassebroek (1943–1945)

W latach 1941–1942 KL Groß-Rosen był niewielkim obozem pracy, którego więźniowie byli wykorzystywani przy wydobywaniu granitu z pobliskiego kamieniołomu. Z pracy więźniów korzystało również kilka firm niemieckich, wśród nich Siemens & Halske oraz Blaupunkt.
Na terenie obozu istniały odgrodzone części, m.in. obóz kobiecy. Jeńców radzieckich mordowano po przywiezieniu, ok. 2500 z nich zostało zamordowanych na przełomie 1941 i 1942 roku.
W 1944 roku KL Groß-Rosen stanął na czele potężnego imperium podobozów, na które składało się ponad sto placówek bardzo zróżnicowanych pod względem pełnionej funkcji. W tym okresie również Gross-Rosen było miejscem przerzutu dziesiątek tysięcy więźniów z obozów ewakuowanych na wschodzie, przy zbliżającym się froncie. Marsz śmierci wyruszył z Gross-Rosen w lutym 1945 r., obóz został wyzwolony przez Armię Czerwoną 14 lutego 1945.

### Arbeitserziehungslager
Jesienią 1943 roku został założony na terenie Groß-Rosen tzw. wychowawczy obóz pracy (niem. Arbeitserziehungslager), jako placówka wrocławskiego Gestapo. Byli tu kierowani głównie ludzie młodzi, za rozmaite przewinienia, dla reedukacji przez pracę. 

### Inne podobozy
W wyniku decyzji o tzw. „ostatecznym rozwiązaniu kwestii żydowskiej”, czyli zagładzie Żydów cała seria obozów pracy wykorzystujących więźniów żydowskich na obszarze Dolnego Śląska i okręgu Kraj Sudetów została podporządkowana w 1944 komendanturze Gross-Rosen. Powstał wówczas jeden z największych konglomeratów obozów pracy, skupiających obozy w około stu lokalizacjach, o bardzo zróżnicowanej strukturze, typie działalności, stopniu podporządkowania obozowi-matce.
Wśród nich wymienić należy cały zespół obozów związanych z kompleksem jednej z największych wojennych budowli III Rzeszy, znanej pod kryptonimem „Riese”, znajdującej się w Górach Sowich. Budowa ta była objęta całkowitą tajemnicą, toteż w większości zatrudniono przy niej więźniów żydowskich – przeznaczonych do wymordowania. Wobec nikłych źródeł i dokumentów do dziś historycy nie są zgodni, co do przeznaczenia kompleksu „Riese”, w tym olbrzymich tuneli i korytarzy drążonych w skałach. Najważniejsze tezy mówią o nowej kwaterze Hitlera lub o olbrzymiej fabryce tajnej broni V-2.
Jak podaje reporter i dokumentalista Tomasz Bonek w książce Chemia śmierci. Zbrodnie w najtajniejszym obozie III Rzeszy (2021), jedną z najważniejszych dla Niemców filii KL Gross-Rosen były komenda Dyhernfurth I i Dyhernfurth II. Ich więźniowie wybudowali dla IG Farben tajną fabrykę chemiczną o nazwie Anorgana, w której następnie mężczyźni przywiezieni z Rogoźnicy produkowali w pilnie strzeżonej tajemnicy tabun i sarin, nowo odkryte, śmiercionośne gazy bojowe. To one były jedną z Wunderwaffe .
Joanna Lamparska w książce „Imperium małych piekieł. Mroczne sekrety Gross Rosen” twierdzi, że Mengele przybył do Gross Rosen 18 stycznia 1945 roku i przez dwa miesiące operował na terenie obozu macierzystego i jego filii, 4 lutego oficjalnie został lekarzem obozowym, a także odpowiadał za załogę SS. W filii Klein- Schoenau powstała w marcu 1945 roku izba porodowa dla więźniarek. Tutaj przyszły na świat dzieci z najwyższymi numerami obozowymi.

### Filie
Filie obozu znajdowały się w następujących miejscowościach:

Na terenie Czech
- Bernarcice
- Bílá Voda(inne języki)
- Brněnec
- Chrastava
- Hořejší Vrchlabí(inne języki)
- Jirzecin pod Jedlową
- Králíky
- Meziměstí
- Rychnov u Jablonce nad Nisou
- Rýnovice(inne języki) cz. Jabłońca n. Nysą
- Trutnov Starè Město
- Trutnov Libeč(inne języki)
- Trutnov Poříčí
- Smržovka
- Žacléř

Na terenie Niemiec
- Budziszyn
- Brandhofen(inne języki) k. Hoyerswerdy
- Großkoschen(inne języki) w Senftenberg
- Kamieniec
- Klein Radisch(inne języki)
- Kunnerwitz(inne języki)
- Niederoderwitz k. Żytawy
- Niska
- Rennersdorf(inne języki) k. Löbau
- Biała Woda
- Żytawa

Na terenie Polski woj. dolnośląskiego
rejon jeleniogórski
- Bolków
- Bolesławiec
- Bukowiec
- Chełmsko Śląskie
- Cieplice Śląskie
- Giebułtów
- Jelenia Góra
- Kamienna Góra
- Lubawka
- Marciszów
- Milęcice
- Miłoszów
- Mysłakowice
- Skarbków cz. Mirska
- Ruszów
- Trzebień
- Wizów
- Zgorzelec

rejon legnicki
- Chocianów
- Miłoszyce
- Osła

rejon lubuski
- Gubin
- Iłowa
- Jasień
- Krzystkowice
- Nowa Sól
- Przybyszów
- Przylep
- Sława
- Zielona Góra

rejon wałbrzyski
- Bielawa
- Dzierżoniów
- Gorzanów
- Książ
- Mieroszów
- Niemcza
- Pieszyce
- Strzegom-Grabina
- Ścinawka Średnia
- Świebodzice
- Wałbrzych
- Zakrze

w tym Góry Sowie
- Głuszyca
- Głuszyca Górna
- Jedlinka
- Jugowice Górne
- Kolce
- Ludwikowice Kł.
- Olszyniec
- Osówka
- Soboń
- Sokolec
- Sowina
- Włodarz
- Zimna Woda

rejon wrocławski
- Brzeg Dolny (Dyhernfurth I, II)
- Bukołowo
- Gruszeczka
- Wierzchowice
- Wrocław
- Wrocław Leśnica
- Wrocław Psie Pole

woj. opolskie i wielkopolskie
- Brzeg Pępice
- Owińska

## Więźniowie i ofiary

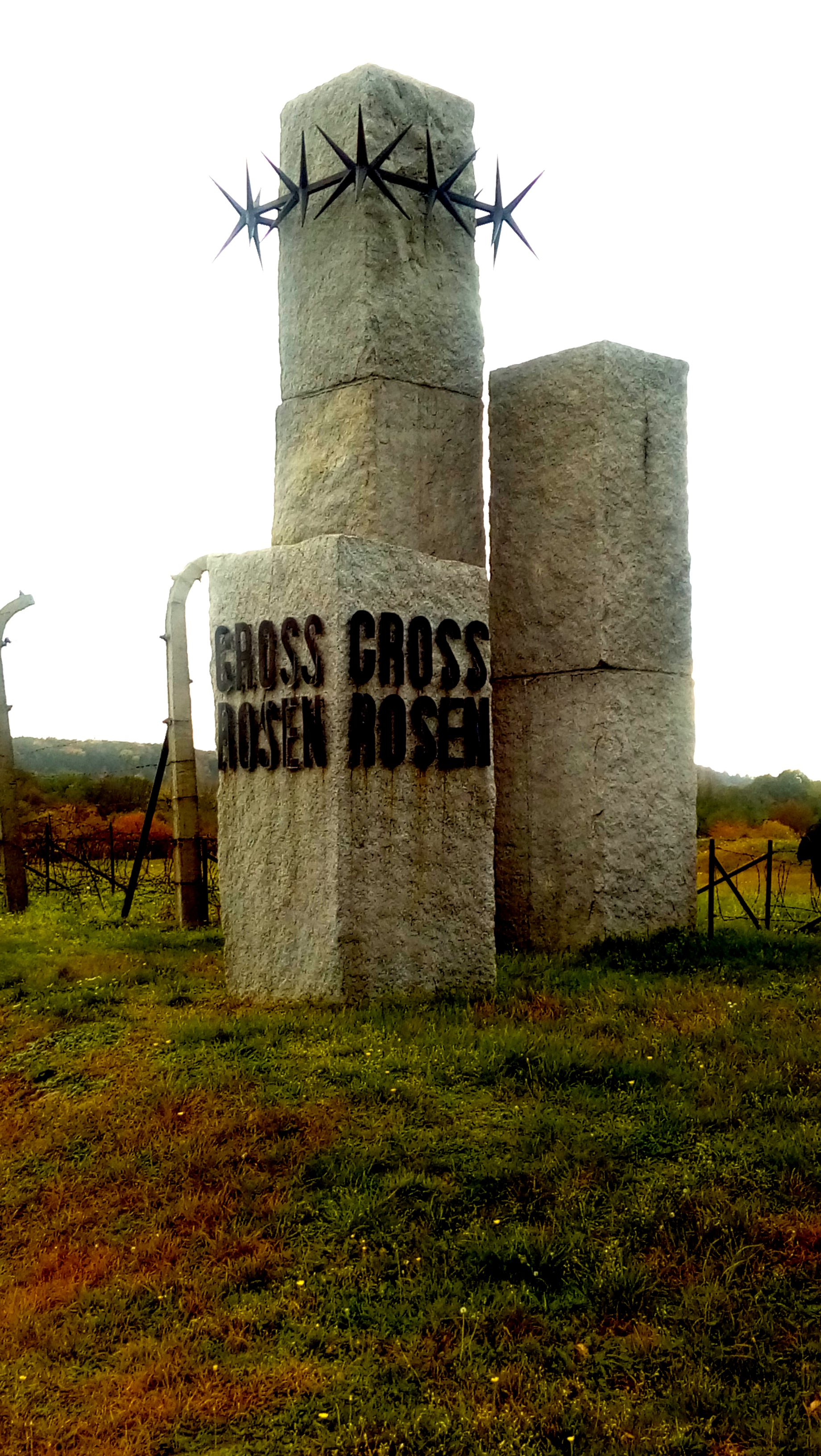
Obelisk przed wjazdem na teren obozu

### Więźniowie

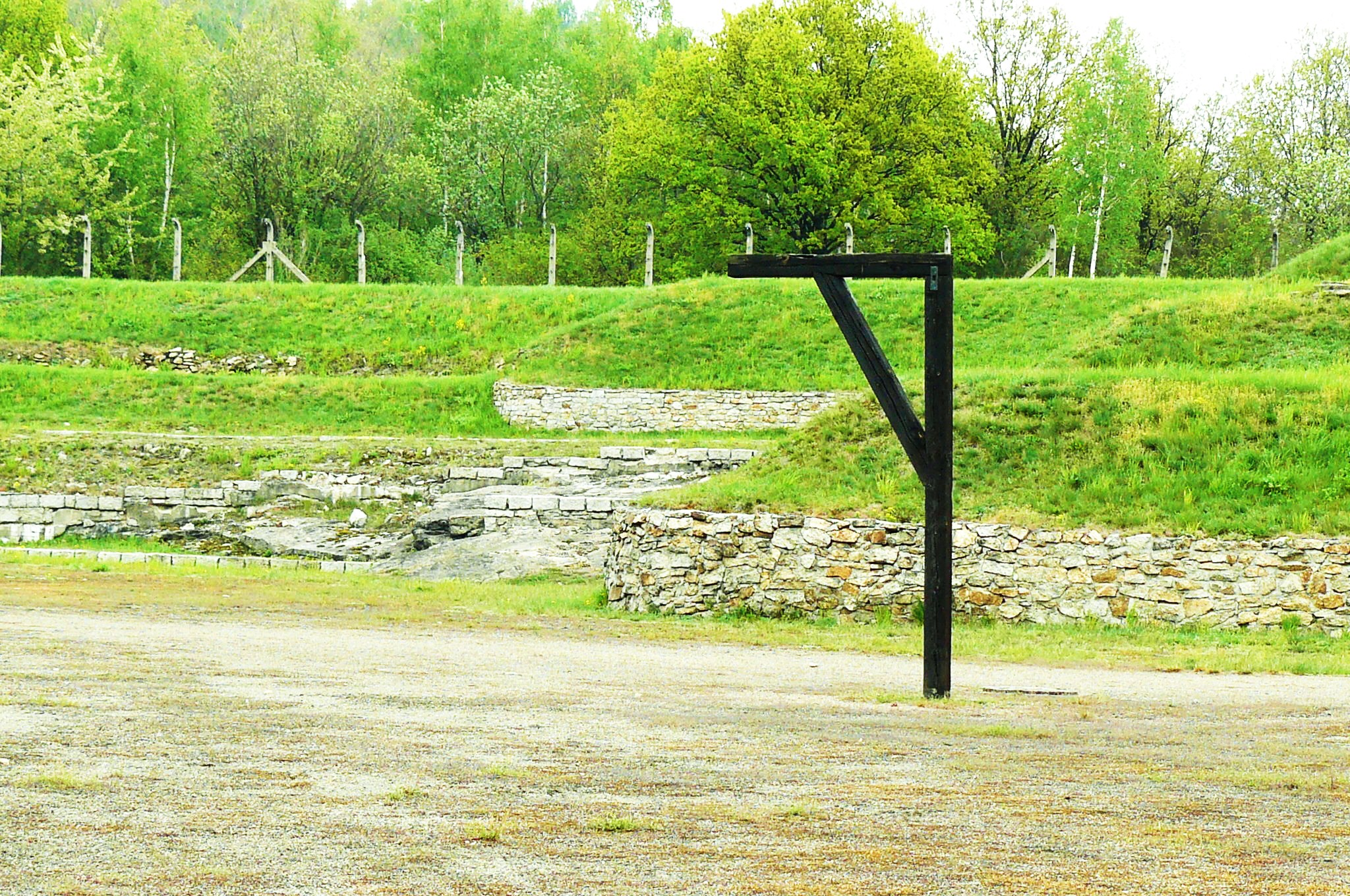
Szubienica

Do najliczniejszych grup więźniów obozu pod względem etnicznym należeli Żydzi, Polacy oraz obywatele ZSRR. Aż do końca 1941 roku do Gross-Rosen kierowani byli wyłącznie więźniowie z innych obozów koncentracyjnych, dopiero potem także bezpośrednio z placówek policyjnych. Więźniowie, zwłaszcza w pierwszym okresie przed rozbudową systemu podobozów, w większości byli narodowości polskiej. Od końca 1941 roku do podobozów kierowano również tysiące sowieckich jeńców wojennych – trudno dziś ustalić ich liczbę. W Gross-Rosen i jego podobozach znaleźli się również członkowie ruchu oporu z Francji i innych krajów zachodniej Europy (w sumie 3250 osób, z czego około 2000 w Gross-Rosen), aresztowani w ramach akcji o kryptonimie „Nacht und Nebel” (pol.: Noc i mgła) oraz Świadkowie Jehowy.
Praca przy kamieniołomie była bardzo ciężka. Więźniowie przez 12 godzin na dobę wynosili bloki granitu ważące kilkadziesiąt kilogramów. Każde uchybienie było okazją do zakatowania więźnia nawet na śmierć. Głodowe racje żywnościowe (ok. 1000 kcal), brak opieki lekarskiej oraz terror oprawców powodowały dużą śmiertelność. KL Gross-Rosen był postrzegany jako jeden z najcięższych obozów.
W latach 1941–1942 odsetek Żydów był w Gross-Rosen stosunkowo niewielki i nieustannie spadał, na co miała wpływ zarówno niewielka liczba Żydów kierowanych do Gross-Rosen, jak i akcja masowej „eutanazji”, która dotknęła 80% więźniów żydowskich w obozie głównym. W 1942 roku 37 ostatnich Żydów zostało skierowanych z Gross-Rosen do Auschwitz. Wówczas w obozie pozostali prawie wyłącznie więźniowie polityczni, inteligencja, członkowie ruchu oporu i inne nieżydowskie kategorie więźniów. Ponownie przywożeni od października 1943 Żydzi byli kierowani do rozbudowujących się wówczas podobozów, w których stanowili pokaźny odsetek więźniów. W 1944 roku wiele transportów żydowskich przyjeżdżało do Gross-Rosen, a z reguły bezpośrednio do jego filii, z Auschwitz (m.in. transporty Żydów węgierskich) oraz z likwidowanych gett, z łódzkim na czele.

### Liczba ofiar

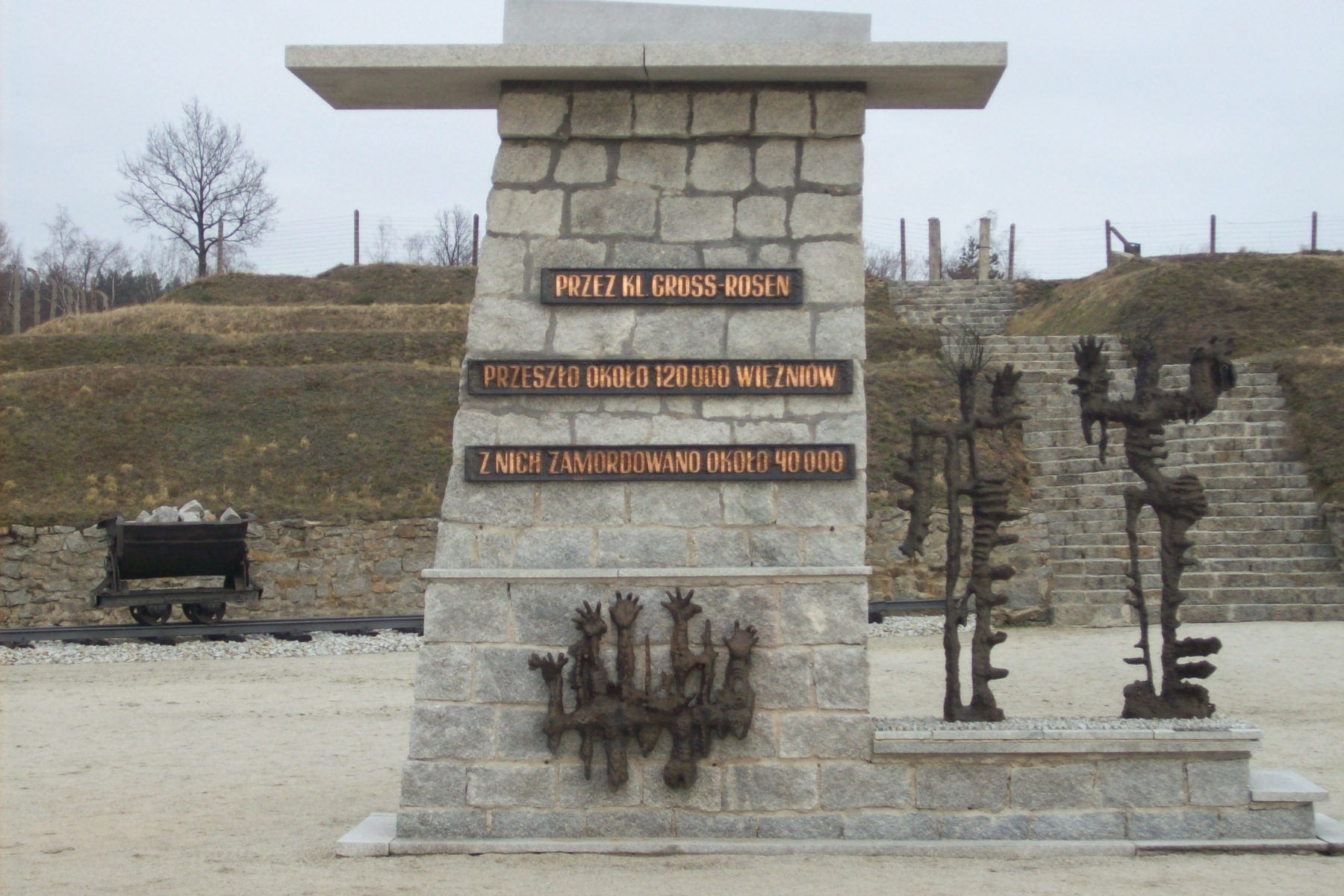
Pomnik upamiętniający ofiary KL Gross-Rosen

Więźniowie ginęli w obozie z wyczerpania pracą, z chorób, z wycieńczenia i wygłodzenia. Byli mordowani za uchybienia wobec regulaminu. Większość Żydów i jeńców sowieckich traktowana była wyjątkowo okrutnie. Szczególnie tragicznym momentem był luty 1945 roku i morderczy marsz śmierci ewakuujący więźniów. Przez obóz przeszło 125 tys. więźniów, z czego 40 tys. zmarło.

## Proces niemieckiego personelu
Nigdy nie odbył się osobny proces prawny osądzający winy niemieckiego personelu zarządzającego obozem KL Gross-Rosen. Wszyscy skazani byli sądzeni indywidualnie lub zostali skazani za zbrodnie popełnione w innych obozach koncentracyjnych. Wielu zbrodniarzy z Groß-Rosen nigdy nie zostało osądzonych za swoje zbrodnie.
- Karl Gallasch – najokrutniejszy z esesmanów w obozie, codziennie zabijał ok. 5 osób – skazany na karę śmierci powiesił się 19 maja 1947 w więziennej celi we Wrocławiu[10].
- Wilhelm Gideon – po wojnie został skazany za zbrodnie wojenne na 10 lat więzienia.
- Friedrich Entress – naczelny lekarz SS w KL Groß-Rosen. Wykonywał więźniom zastrzyki z fenolu – sądzony za zbrodnie w Mauthausen skazany na karę śmierci i stracony.
- Johannes Hassebroek – ostatni komendant obozu. W 1948 r. skazany przez brytyjski Trybunał Wojskowy na karę śmierci za zbrodnie popełnione w obozach koncentracyjnych. W styczniu 1950 karę zamieniono mu jednak na 15 lat więzienia, a już we wrześniu 1954 wypuszczono go na wolność. Zmarł w 1977 w Westerstede.
- Willibald Jobst – jeden z lekarzy SS. Skazany na karę śmierci w pierwszym procesie załogi Mauthausen przed amerykańskim Trybunałem Wojskowym. Wyrok wykonano przez powieszenie w więzieniu Landsberg.
- Albert Lütkemeyer – osądzony przez brytyjski Trybunał Wojskowy w Hamburgu za zbrodnie w Neuengamme. Skazany na śmierć przez powieszenie. Wyrok wykonano w więzieniu Hameln w czerwcu 1947.
- Arthur Rödl – pierwszy komendant obozu koncentracyjnego Groß-Rosen. Popełnił samobójstwo w 1945.
- Heinz Thilo – lekarz SS. Popełnił samobójstwo w 1945.
- Anton Thumann – jeden z największych sadystów w obozach. Odpowiadał jedynie za zbrodnie popełnione w Neuengamme. Trybunał wydał na Thumanna wyrok śmierci, który został wykonany przez powieszenie w październiku 1946 w więzieniu Hameln.

## Dzieje powojenne

### Więzienie NKWD
Po wojnie przez ok. 2 lata na terenie KL Groß-Rosen funkcjonowało tajne więzienie NKWD, którego dzieje nie zostały jeszcze należycie przebadane. Utrudniło to w dużym stopniu zachowanie archiwaliów i resztek materialnych po hitlerowskim obozie. Z tego też względu, mimo wielu prób środowisk więźniarskich nie było możliwe założenie muzeum przez dziesiątki lat po wojnie. Z zabudowań obozowych zachowały się dwa budynki, trochę drugorzędnych ruin i podmurówki baraków. Kamieniołom był dalej eksploatowany.

### Tereny obozowe i muzeum oraz ośrodek naukowo-badawczy
W latach 1950–1953 na terenie obozu powstał okazały Pomnik ku czci ofiar faszyzmu autorstwa Adama Prockiego. W roku 1985, w okresie porządkowania terenu obozu przez zespół Państwowej Wyższej Szkoły Sztuk Plastycznych pod kierunkiem prof. Stanisława Dawskiego, pomnik został przebudowany.
W roku 1983 zostało powołane do życia Państwowe Muzeum Gross-Rosen w Rogoźnicy – Wałbrzychu, które zabezpieczyło nieliczne pozostałe eksponaty i archiwalia, oraz rozpoczęło prace badawcze nad rekonstrukcją dziejów obozu. Udało się ustalić tożsamość ponad połowy więźniów oraz opracować naukowo część podobozów. Organem założycielskim Państwowego Muzeum Gross-Rosen w Rogoźnicy – Wałbrzychu było Ministerstwo Kultury i Sztuki.
W wyniku reformy samorządowej i likwidacji województwa wałbrzyskiego w 1999 roku, muzeum przeszło pod władanie sejmiku wojewódzkiego dolnośląskiego, co odbiło się negatywnie na jego finansach i ograniczyło tempo badań. Państwowe Muzeum Gross-Rosen od 1983 roku korzystało z pomieszczeń Zamku Książ w Wałbrzychu. W 1987 roku muzeum dzierżawiło barak przy ul. Starachowickiej 9a w Wałbrzychu. W 1998 roku Państwowe Muzeum Gross-Rosen i Archiwum oraz Pracownie Naukowo-Badawcze zostały przeniesione do dzielnicy Konradów w Wałbrzychu przy ulicy Szarych Szeregów 9. Dzięki pomocy zagranicznej fundacji udało się w 2004 roku wykupić z rąk prywatnego przedsiębiorcy historyczny kamieniołom, którego teren został odchwaszczony, ogrodzony i przygotowany dla zwiedzających. 22 września 2005 roku miało miejsce uroczyste przekazanie kamieniołomu w stan posiadania muzeum.

## Placówki muzealne
- Rogoźnica – zespół poobozowy i wystawienniczy Muzeum Gross-Rosen[14].
- Wałbrzych – Muzeum Gross-Rosen dyrekcja i administracja oraz muzeum z archiwum i pracownie naukowo-badawcze[13].

Głównym zadaniem muzeum w Wałbrzychu jest gromadzenie materiałów źródłowych do historii kompleksu KL Groß-Rosen, prowadzenie badań naukowych i upowszechnianie wiedzy historycznej oraz zabezpieczanie pozostałości poobozowych i udostępnianie dla zwiedzających. Prace prowadzone są w trzech działach: gromadzenia zbiorów, naukowo-badawczym oraz oświatowym.